# 梁儒
梁儒，字宗洙，汉军八旗人，清朝政治人物、進士出身。
順治十二年，登進士，历任江南提学道佥事。有《徽音集》。